# Marennes (Rhône)
Pour la commune de la Charente-Maritime, voir Marennes (Charente-Maritime).
Pour les articles homonymes, voir Marennes.
Marennes est une commune française située dans le département du Rhône, en région Auvergne-Rhône-Alpes.

## Géographie

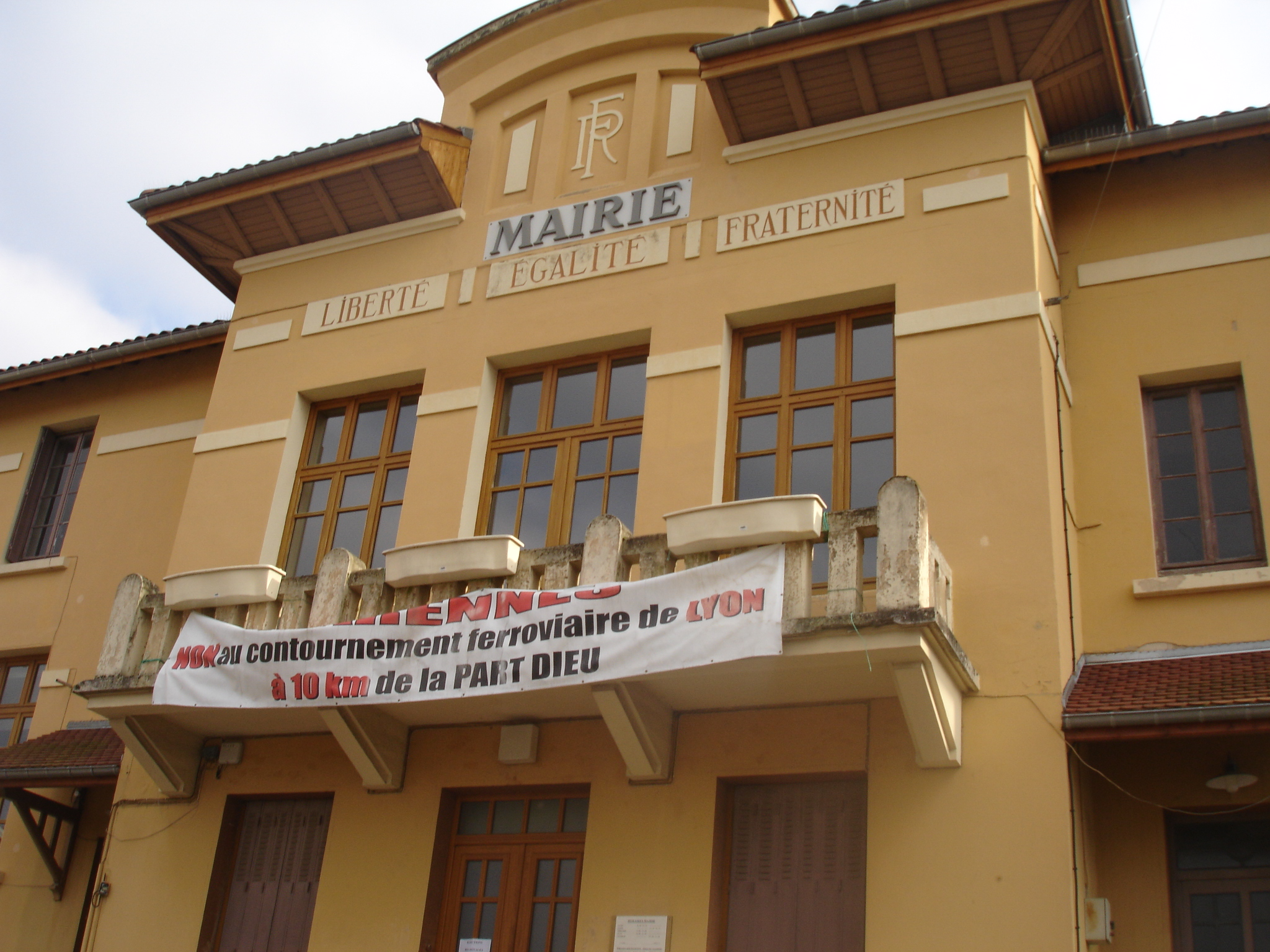
La mairie avec banderole sur le problème du fret ferroviaire.

Marennes se situe en banlieue sud-est de Lyon et fait partie des communes dites de l'Est lyonnais.
Les communes limitrophes sont : Chaponnay, Corbas, Saint-Symphorien-d'Ozon, Simandres, Villette-de-Vienne, Communay.

### Climat
Pour des articles plus généraux, voir Climat d'Auvergne-Rhône-Alpes et Climat du Rhône.
En 2010, le climat de la commune est de type climat océanique altéré, selon une étude du Centre national de la recherche scientifique s'appuyant sur une série de données couvrant la période 1971-2000. En 2020, Météo-France publie une typologie des climats de la France métropolitaine dans laquelle la commune est dans une zone de transition entre le climat semi-continental et le climat de montagne et est dans la région climatique  Bourgogne, vallée de la Saône, caractérisée par un bon ensoleillement (1 900 h/an), un été chaud (18,5 °C), un air sec au printemps et en été et des vents faibles. 
Pour la période 1971-2000, la température annuelle moyenne est de 12,2 °C, avec une amplitude thermique annuelle de 18 °C. Le cumul annuel moyen de précipitations est de 828 mm, avec 8,7 jours de précipitations en janvier et 6,3 jours en juillet. Pour la période 1991-2020, la température moyenne annuelle observée sur la station météorologique de Météo-France la plus proche, « Luzinay », sur la commune de Luzinay à 5 km à vol d'oiseau, est de 12,7 °C et le cumul annuel moyen de précipitations est de 928,1 mm,. Pour l'avenir, les paramètres climatiques de la commune estimés pour 2050 selon différents scénarios d'émission de gaz à effet de serre sont consultables sur un site dédié publié par Météo-France en novembre 2022.

## Urbanisme

### Typologie
Au 1er janvier 2024, Marennes est catégorisée bourg rural, selon la nouvelle grille communale de densité à sept niveaux définie par l'Insee en 2022.
Elle appartient à l'unité urbaine de Lyon, une agglomération inter-départementale regroupant 123  communes, dont elle est une commune de la banlieue,,. Par ailleurs la commune fait partie de l'aire d'attraction de Lyon, dont elle est une commune de la couronne,. Cette aire, qui regroupe 397 communes, est catégorisée dans les aires de 700 000 habitants ou plus (hors Paris),.

### Occupation des sols
L'occupation des sols de la commune, telle qu'elle ressort de la base de données européenne d’occupation biophysique des sols Corine Land Cover (CLC), est marquée par l'importance des territoires agricoles (71,3 % en 2018), en diminution par rapport à 1990 (75,9 %). La répartition détaillée en 2018 est la suivante : 
terres arables (56,3 %), forêts (16,4 %), zones urbanisées (9,2 %), prairies (7,6 %), zones agricoles hétérogènes (7,5 %), zones industrielles ou commerciales et réseaux de communication (2,3 %), milieux à végétation arbustive et/ou herbacée (0,7 %), espaces verts artificialisés, non agricoles (0,1 %). L'évolution de l’occupation des sols de la commune et de ses infrastructures peut être observée sur les différentes représentations cartographiques du territoire : la carte de Cassini (XVIIIe siècle), la carte d'état-major (1820-1866) et les cartes ou photos aériennes de l'IGN pour la période actuelle (1950 à aujourd'hui).

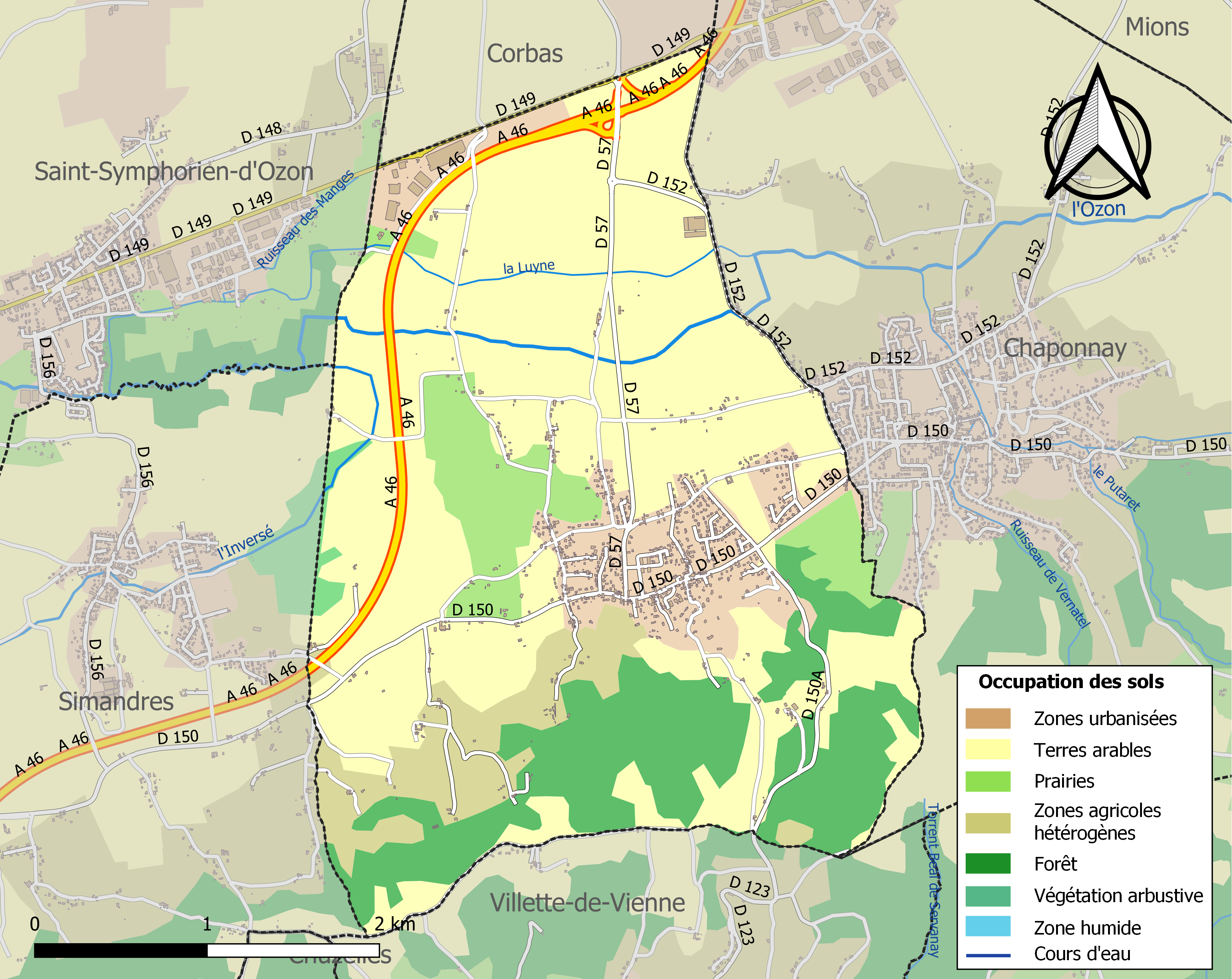
Carte des infrastructures et de l'occupation des sols de la commune en 2018 (CLC).

## Toponymie
Les mentions anciennes de la localité sont : in confinio Lugdunensi villam qua vocatur Madriacum Xe siècle,, à lire peut-être Madrianum, territorium Marenarum 1194,, Mayrines, Marennes XIVe siècle, Marennes 1599, Marenne 1757, Marennes v. 1850.
L'étymologie proposée par E. Negre est que le toponyme est peut-être issu du NP rom. Matrianus auquel on aurait ajouté plus tard -as (terras) "(terres) de Matrianus".

## Histoire
En 1142, Marennes faisait partie du Dauphiné de Viennois, État du Saint-Empire romain germanique.
En 1349, Marennes faisait partie de la Province du Dauphiné rattachée au royaume de France, plus précisément du Bas Dauphiné. Elle dépendait du diocèse et Élection de Vienne, et du Parlement et Intendance de Grenoble.
En décembre 1789, elle fut rattachée au département de l'Isère.
En décembre 1967, la commune de Marennes a été transférée au département du Rhône, comme l'ensemble du canton de Saint-Symphorien-d'Ozon, par la loi no 67-1205 du 29 décembre 1967.

## Politique et administration

### Liste des maires
| Période                                  | Période  | Identité          | Étiquette | Qualité                                                            |
| ---------------------------------------- | -------- | ----------------- | --------- | ------------------------------------------------------------------ |
| Les données manquantes sont à compléter. |          |                   |           |                                                                    |
| 1963                                     | 1989     | Eugène Moniot     |           |                                                                    |
| 1989                                     | 2014     | Geneviève Ferréol | SE        |                                                                    |
| 2014                                     | mai 2020 | Jacky Rozier      | DVD       | Agriculteur                                                        |
| mai 2020                                 | En cours | Timotéo Abellan   | DVD       | Artisan taxi retraité 4e vice-président de la CC du Pays de l'Ozon |

## Population et société

### Démographie

#### Évolution démographique
L'évolution du nombre d'habitants est connue à travers les recensements de la population effectués dans la commune depuis 1793. Pour les communes de moins de 10 000 habitants, une enquête de recensement portant sur toute la population est réalisée tous les cinq ans, les populations de référence des années intermédiaires étant quant à elles estimées par interpolation ou extrapolation. Pour la commune, le premier recensement exhaustif entrant dans le cadre du nouveau dispositif a été réalisé en 2006.

En 2022, la commune comptait 1 979 habitants, en évolution de +20,01 % par rapport à 2016 (Rhône : +3,93 %, France hors Mayotte : +2,11 %).
| 1793 | 1800  | 1806  | 1821  | 1831  | 1836  | 1841  | 1846  | 1851  |
| ---- | ----- | ----- | ----- | ----- | ----- | ----- | ----- | ----- |
| 778  | 1 137 | 1 095 | 1 205 | 1 368 | 1 311 | 1 414 | 1 386 | 1 467 |

| 1856  | 1861 | 1866 | 1872 | 1876 | 1881 | 1886 | 1891 | 1896 |
| ----- | ---- | ---- | ---- | ---- | ---- | ---- | ---- | ---- |
| 1 347 | 957  | 895  | 874  | 857  | 843  | 703  | 654  | 615  |

| 1901 | 1906 | 1911 | 1921 | 1926 | 1931 | 1936 | 1946 | 1954 |
| ---- | ---- | ---- | ---- | ---- | ---- | ---- | ---- | ---- |
| 582  | 619  | 596  | 535  | 500  | 527  | 505  | 502  | 555  |

| 1962 | 1968 | 1975 | 1982  | 1990  | 1999  | 2006  | 2011  | 2016  |
| ---- | ---- | ---- | ----- | ----- | ----- | ----- | ----- | ----- |
| 600  | 666  | 804  | 1 069 | 1 205 | 1 483 | 1 615 | 1 591 | 1 649 |

| 2021  | 2022  | - | - | - | - | - | - | - |
| ----- | ----- | - | - | - | - | - | - | - |
| 1 963 | 1 979 | - | - | - | - | - | - | - |

#### Pyramide des âges
En 2018, le taux de personnes d'un âge inférieur à 30 ans s'élève à 34,4 %, soit en dessous de la moyenne départementale (40,2 %). À l'inverse, le taux de personnes d'âge supérieur à 60 ans est de 23,6 % la même année, alors qu'il est de 21,9 % au niveau départemental.
En 2018, la commune comptait 930 hommes pour 901 femmes, soit un taux de 50,79 % d'hommes, largement supérieur au taux départemental (48,08 %).
Les pyramides des âges de la commune et du département s'établissent comme suit.
| Hommes | Classe d’âge | Femmes |
| ------ | ------------ | ------ |
| 0,4    | 90 ou +      | 1,3    |
| 5,4    | 75-89 ans    | 6,7    |
| 17,3   | 60-74 ans    | 16,2   |
| 24,3   | 45-59 ans    | 24,7   |
| 17,1   | 30-44 ans    | 17,8   |
| 17,8   | 15-29 ans    | 15,8   |
| 17,7   | 0-14 ans     | 17,5   |

| Hommes | Classe d’âge | Femmes |
| ------ | ------------ | ------ |
| 0,7    | 90 ou +      | 1,7    |
| 6,2    | 75-89 ans    | 8,4    |
| 13     | 60-74 ans    | 14,2   |
| 18,4   | 45-59 ans    | 17,7   |
| 20,3   | 30-44 ans    | 19,5   |
| 21,8   | 15-29 ans    | 21,1   |
| 19,6   | 0-14 ans     | 17,4   |

### Enseignement
La capacité de garde d'enfants en bas âge sur la commune de Marennes (69970) s'avère être insuffisante. Pour résoudre ce problème les parents d'élèves et la mairie se sont mobilisés pour créer un local et développer une structure permettant l'accueil de ces enfants.
Un projet de micro-crèche (capacité d'accueil de 10 enfants à temps plein) a donc été lancé avec l'objectif ambitieux d'accueillir les premiers enfants âgés de 0 à 3 ans, dès la fin 2011.
Ce projet associatif, subventionné par la mairie, a pour priorité de proposer aux familles un moyen de garde alternatif pour leurs enfants, avec un projet éducatif construit, dans le respect de l'enfant, de sa famille et de son environnement.
Vous trouverez plus d'informations sur le site consacré à la micro-crèche : http://creche.marennes.free.fr

### Manifestations culturelles et festivités
Toutes les manifestations organisées sur la commune par les différentes associations sont répertoriées sur le site : http://www.marennes.net

## Lieux et monuments

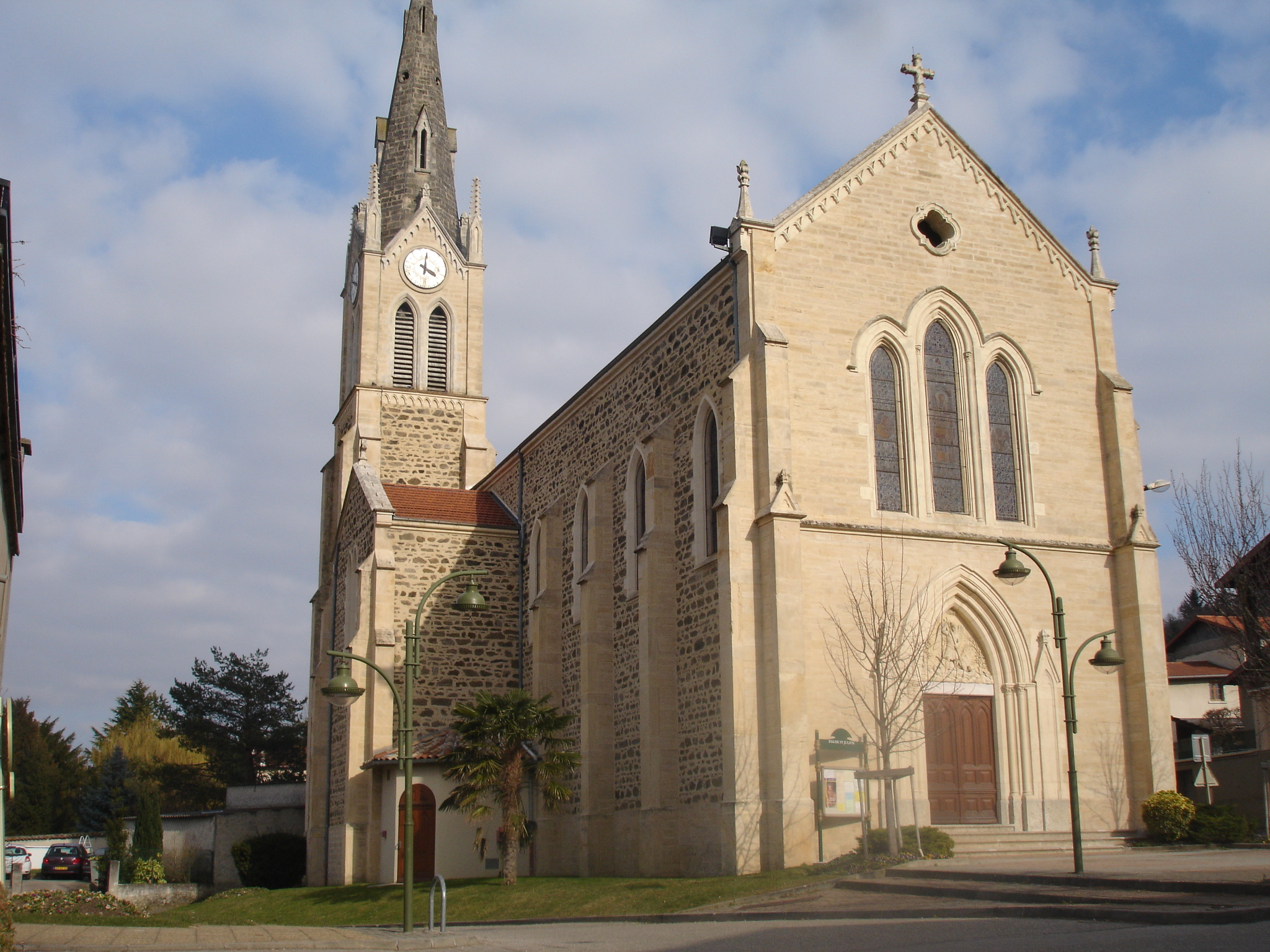
L'église Saint-Julien.

- Église Saint-Julien.